# Витте, Карл Генрих Готфрид
Карл Генрих Готфрид Витте-старший (нем. Karl Heinrich Gottfried Witte; 8 октября 1767, Прицвальк — 1 августа 1845, Берлин) — немецкий педагог и протестантский священник, отец и воспитатель вундеркинда Карла Витте.
Учился в Зальцведеле, а затем в Берлине, в том числе у реформатора прусской образовательной системы Фридриха Гедике. Занимался частной педагогической практикой. 
В 1795 г. рукоположён в чин войскового священника. 
С 1796 г. приходской священник в городке Лохау близ Халле (ныне в составе Шкопау). Стремясь доказать преимущество целенаправленной педагогической работы над природными задатками, с младенчества начал развивать способности своего родившегося в 1800 году сына. В 1808 г., когда Карл Витте-младший уже демонстрировал незаурядное владение различными языками, оставил Лохау и отправился для дальнейшего образования сына в Лейпциг, затем сопровождал его в процессе обучения в другие университетские города Германии вплоть до защиты Витте-младшим докторской диссертации в Гиссенском университете в 1814 году, сделавшей его самым юным доктором наук в истории. Далее отправился с сыном в Берлин, где Витте-младший претендовал на преподавательскую должность в университете. После неудачи этих притязаний (ни профессора, ни студенты не готовы были к появлению 16-летнего преподавателя) Витте-младший отправился продолжать своё образование в Италию, а его отец остался в Берлине и в 1819 г. опубликовал двухтомный труд «Карл Витте, или Образование и воспитание оного» (нем. Karl Witte oder Erziehungs- und Bildungsgeschichte desselben), в котором во всех подробностях изложил свой педагогический опыт.